# Bematistes anglulata
Bematistes anglulata är en fjärilsart som beskrevs av Suffert 1904. Bematistes anglulata ingår i släktet Bematistes och familjen praktfjärilar. Inga underarter finns listade i Catalogue of Life.